# Vicky Cristina Barcelona
Vicky Cristina Barcelona este un film lansat în 2008, scris și regizat de Woody Allen. Protagoniștii filmului sunt Javier Bardem, Penélope Cruz, Scarlett Johansson și Rebecca Hall.
Filmul a rulat pe data de 23 martie 2009 în cadrul Festivalului Internațional de Film B-Est din România, în premieră internațională.
După lansarea oficială, pe 17 mai 2009 în cadrul Festivalului de Film de la Cannes, filmul s-a bucurat de aprecieri pozitive din partea criticilor și a câștigat numeroase premii, printre care și Premiul Oscar pentru "Cea mai bună actriță într-un rol secundar" (Penélope Cruz).

## Rezumat
Filmul ne prezintă tumultoasa poveste a prietenelor Vicky (Rebecca Hall) și Cristina (Scarlett Johansson), două americance venite la Barcelona pentru a-și petrece vacanța de vară.
Deși cele două sunt prietene foarte apropiate încă din timpul facultății și împărtășesc aceleași idei și gusturi în privința celor mai multe lucruri, dar când vine vorba de dragoste, sunt diametral opuse. Vicky este logodită cu un bărbat care îi oferă stabilitate și afecțiune și o atrag relațiile realiste, în care lucrurile decurg firesc, fără prea multe bătăi de cap. Cristina în schimb, are alte așteptări de la dragoste. Consideră că suferința este o componentă indispensabilă a afecțiunii și astfel, o acceptă ca atare. Nu știe prea bine ce așteptări are de la posibilul partener, dar știe cum anume trebuie să NU fie. Ce-i displacea Cristinei mai tare la un bărbat, era tocmai ceea ce Vicky prețuia mai tare.
În Barcelona, cele două îl întâlnesc pe Juan Antonio (Javier Bardem), un pictor carismatic, cu un stil de viață excentric și căruia îi place să-și trăiască viața într-un stil libertin, conform propriilor sale idei și idealuri. Proaspăt ieșit dintr-un divorț celebru, răsunător, care a zguduit lumea artistică din Barcelona, le atrage pe cele două într-o serie de aventuri romantice neconveționale.
Deși nu este deloc genul ei de bărbat, diferențele ajung să o atragă și până la urmă, Vicky se îndrăgostește de Juan Antonio, dar pentru că este pe punctul de a se căsători, încearcă să-și inhibe sentimentele. Cristina, nefiind implicată într-o altă relație, se lasă sedusă și pornește alături de el o frumoasă poveste de dreagoste. Totul decurge normal, până în momentul în care Juan Antonio primește un telefon prin care este anunțat că Maria Elena (Penelope Cruz), fosta lui soție, a încercat să se sinucidă și este internată în spital, în Barcelona.
Deoarece nu avea unde să locuiască, Juan Antonio o aduce la el acasă, unde locuia de ceva vreme cu Cristina. Cei trei petrec tot mai mult timp împreună, iar treptat, Maria Elena - o femeie pe cât de frumoasă, pe atât de tumultoasă, intră în viața celor doi. Acest lucru se produce atât de lent, încât Cristina nu a avut timp să analizeze în detaliu situația. A luat-o ca atare. La urma urmelor, nici nu era genul ei să despice firul în patru și astfel, alege să se bucure de viață și să savureze fiecare moment.
Lucruile nu puteau continua așa la nesfârșit, iar într-o zi, Cristina iși dă seama că stilul respectiv de viață nu o caracterizează și se hotărăște să părăsească triunghiul amoros.
Sentimentele pe care le purta pentru Juan Antonio, nu-i dau pace lui Vicky. Deși între timp s-a căsătorit iar soțul ei este bărbatul potrivit, nu poate uita seara petrecută cu neconvenționalul pictor. Situația devine cu atât mai grea pentru ea cu cât după plecarea Cristinei, Juan Antonio începe să o contacteze tot mai insistent, iar ei îi este tot mai greu să reziste tentației.
Aventurile celor patru creează numeroase momente amuzante. Prin intermediul filmului, Woody Allen reușește să evidențieze iubirea în toate formele ei, într-un mod pe cât de nostim și lipsit de inhibiții, pe atât de realist.

## Distribuție
- Javier Bardem - Juan Antonio Gonzalo
- Rebecca Hall - Vicky
- Penélope Cruz - María Elena
- Scarlett Johansson - Cristina
- Chris Messina - Doug
- Patricia Clarkson - Judy Nash
- Kevin Dunn - Mark Nash